# Візирка
Візи́рка — ландшафтний заказник місцевого значення в Україні. Розташована в Інгулецькому районі Кривого Рогу та Широківському районі, Дніпропетровська область. Оголошений об'єктом природно-заповідного фонду рішенням виконкому Дніпропетровської обласної ради від 28 грудня 2001 № 502-19/XXIII.

## Загальні відомості
Візирка — це найбільший ландшафтний заказник на Криворіжжі. Його територія становить понад 121 га. Створений він був наприкінці 2001 року за ініціативою ІнГЗК і Дніпропетровського університету проблем природокористування та екології НАН України. Підпорядковується Інгулецькому гірничо-збагачувальному комбінату. Розташований на північній околиці міста Інгулець.
Кар'єри було вскрито у середині 1970-х років, проте через те що довоєнні карти видобутку залізної руди шахтою Візирка були знищені, видобуток розпочато було над відпрацьованими виробітками. У 1978 році, екскаватор, що видобував залізну руду, провалився у таку виробітку. Видобуток довелося звернути.

## Походження назви
Назва заказника походить від залізорудної шахти Малодобровольского рудника, що був закладений у 1897 році на землях поміщика В. П. Добровольського. Залізорудний пласт простягався з півночі на південь майже прямолінійно у вигляді «візира» — напрямку.

## Характеристика
Розташований на відпрацьованих землях. Основна частина — гірничопромислові ландшафти: затоплені кар'єри, відвали, дренажні комунікації. Нині утворюється штучний гірсько-озерний ландшафт із вторинною екосисистемою. Відвали становлять 42 га, водне дзеркало 8 га. Озеро № 1 «Візирка північна» — 1,98 га, озеро № 2 «Візирка північно-західна» — 3,94 га та озеро № 3 «Візирка південно-західна» — 2,73 га. Збереглися залишки зональної степової рослинності з частково непорушеними чорноземами (до 20,6 га). У перспективі до складу ввійдуть відвали кар'єрів № 1, 3 ІнГЗК із площею 107 і 141,1 га.

### Ділянки
Територія заказника представлена такими ділянками:
- 1. Відвали — 42 га (34,7% від загальної площі заказника);
- 2. Борти кар'єрів — 19,3 га (15,9%);
- 3. Прибережна смуга в кар'єрах — 1,2 га (1%);
- 4. Водна поверхня в кар'єрах — 91,1 га (75,2%);
- 5. Залишки зональної степової рослинності за межами кар'єрів і відвалів — 30 га (24,8%);
- 6. Порушені землі — 30 га (24,8%).

## Рослинний світ
Зафіксовано 693 види живої природи, серед них 43 види птахів, 542 комах.
За останні 27-40 років відвали позаростали деревами, чагарниками, травами. Природа поступово відновлюється до свого первинного стану. Сьогодні тут росте 99 видів типових степових рослин, серед яких переважають такі види, як костриця валлійська, кіпець гребінчастий, чистець прямий, шавлія сухостепова, деревій звичайний, молочай степовий, полин австрійський, цикорій дикий, берізка польова, кульбаба пізня тощо.
На початкових етапах заростання відвалів зустрічалися 17 видів рослин, піонерами серед яких були костриця, келерія, тонконіг, бромус. Через 5-6 років кількість видів уже сягала 32, а на 8-10-річних відвалах їх уже нараховувалося 68. Дерева і чагарники представлені також знайомими видами — маслинка вузьколиста, акація біла, груша звичайна, яблуня домашня, різні види шипшин, абрикос звичайний, вишня магалебська, терен степовий, глід оманливий, в'яз граблистий, тополя італійська, ясен звичайний та клен ясенеподібний.
Також тут трапляються рідкісні, занесені до Червоної книги рослини, такі, наприклад, як ковила.

## Тваринний світ
Тваринний світ представлений також багатьма видами. Так, наприклад у заказнику налічується 27 видів птахів, із них 1 вид — сивий дятел — занесений до Регіонального Червоного списку, а 14 видів охороняються Бернською конвенцією. Це яструб великий, вухата сова, дятел великий, зеленяк, щиглик, синиця велика, блакитна синиця тощо. Типовими є такі види, як горобець хатній, горобець польовий, куріпка сіра, фазани, мартин жовтоногий, ворона сіра, сорока звичайна, сойка, чорний дрізд тощо.
Серед ссавців зустрічаються вепр, звичайна лисиця, ласка, заєць-русак, полівка звичайна, мишак польовий, сарна європейська, їжак звичайний, землерийка, ховрах, соня і хом'як звичайний.
Плазуни представлені прудкою ящіркою і водяним вужем, а також червонокнижними видами — степовою гадюкою східною та жовточеревим полозом. Серед амфібій типовими є зелена ропуха та озерна жаба. На території Візирки зафіксовано також 542 види різноманітних комах.

## Результати діяльності
За час реалізації проекту вдалося значно покращити санітарний стан водойм і підвищити рівень родючості ґрунтів.
Тваринний світ заказника поповнився на 103 види — частина з них занесена до червоних книг області та України, а також до Червоного списку Європи.
У 2008 році керівництво Інгулецького ГЗК було удостоєно Державної премії в галузі науки і техніки за створення ландшафтного заказника «Візирка».
На борту кар'єра (заказника) розташоване сміттєзвалище міста Інгулець, так що про покращення екологічного стану не йдеться й мови

## Галерея

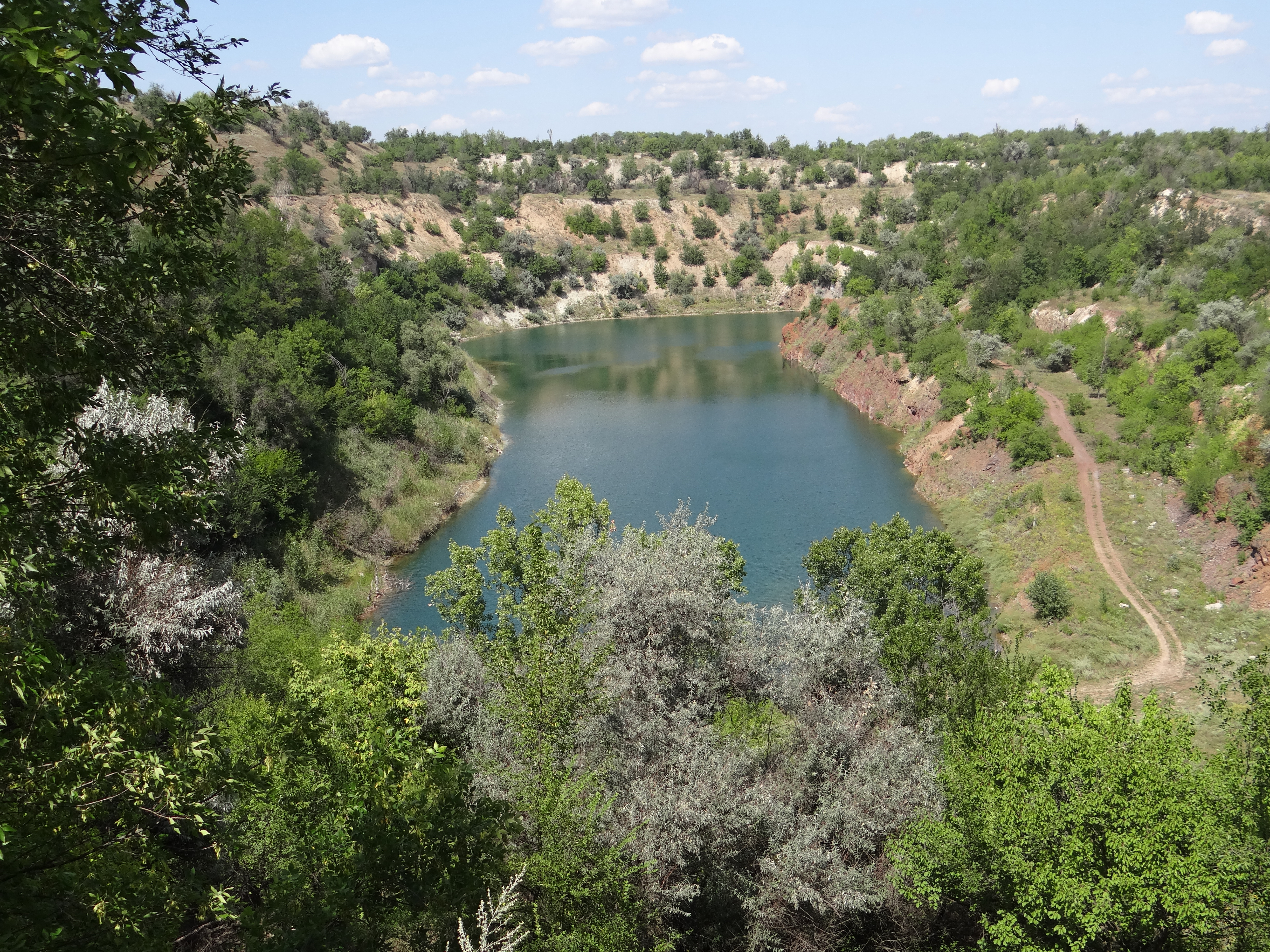
Перший кар'єр. Вигляд від дороги на Інгулець
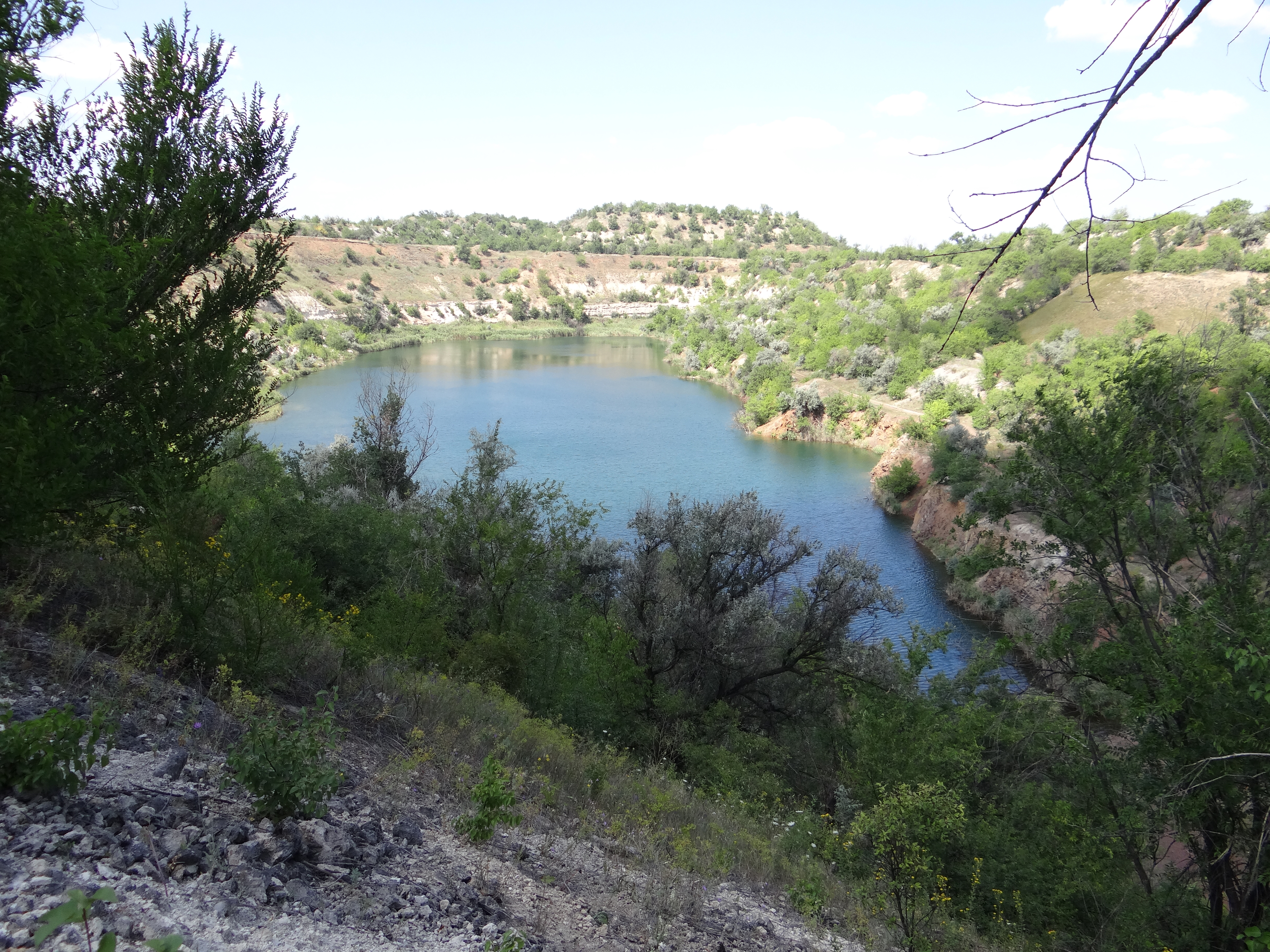
Другий кар'єр
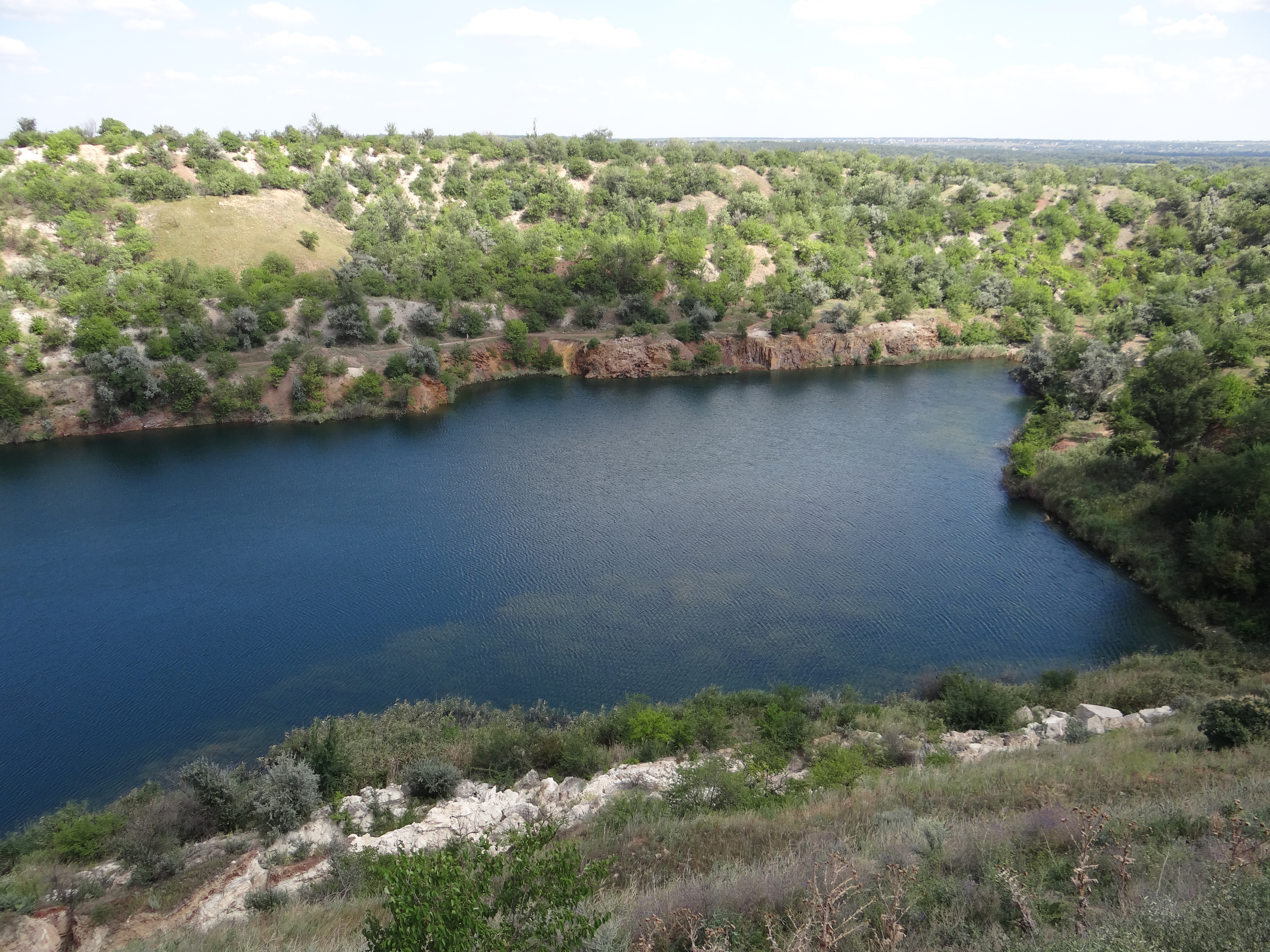
Другий кар'єр. Вигляд посередині
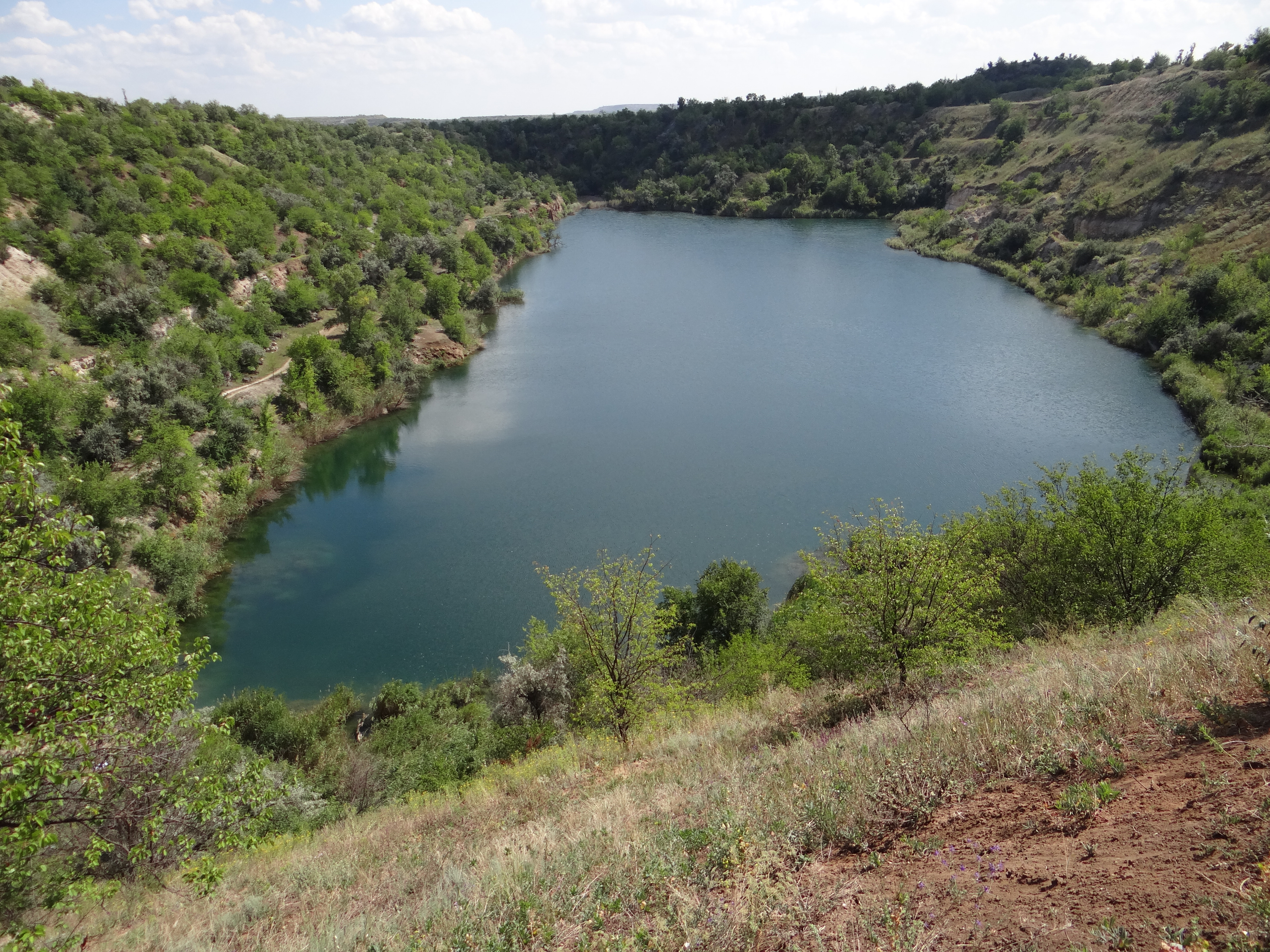
Другий кар'єр із перемички у напрямку найменшого третього
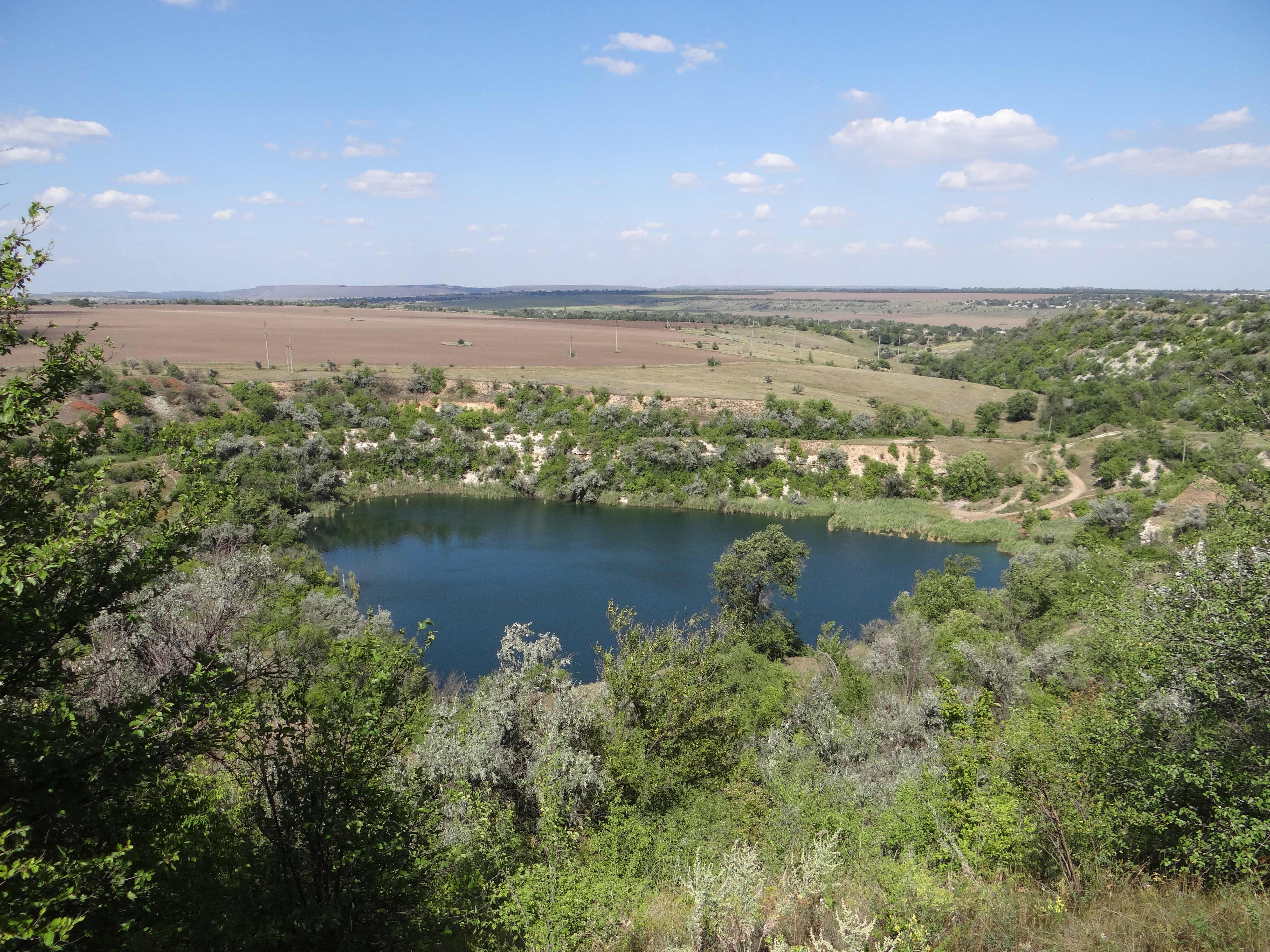
Останній найменший третій кар'єр
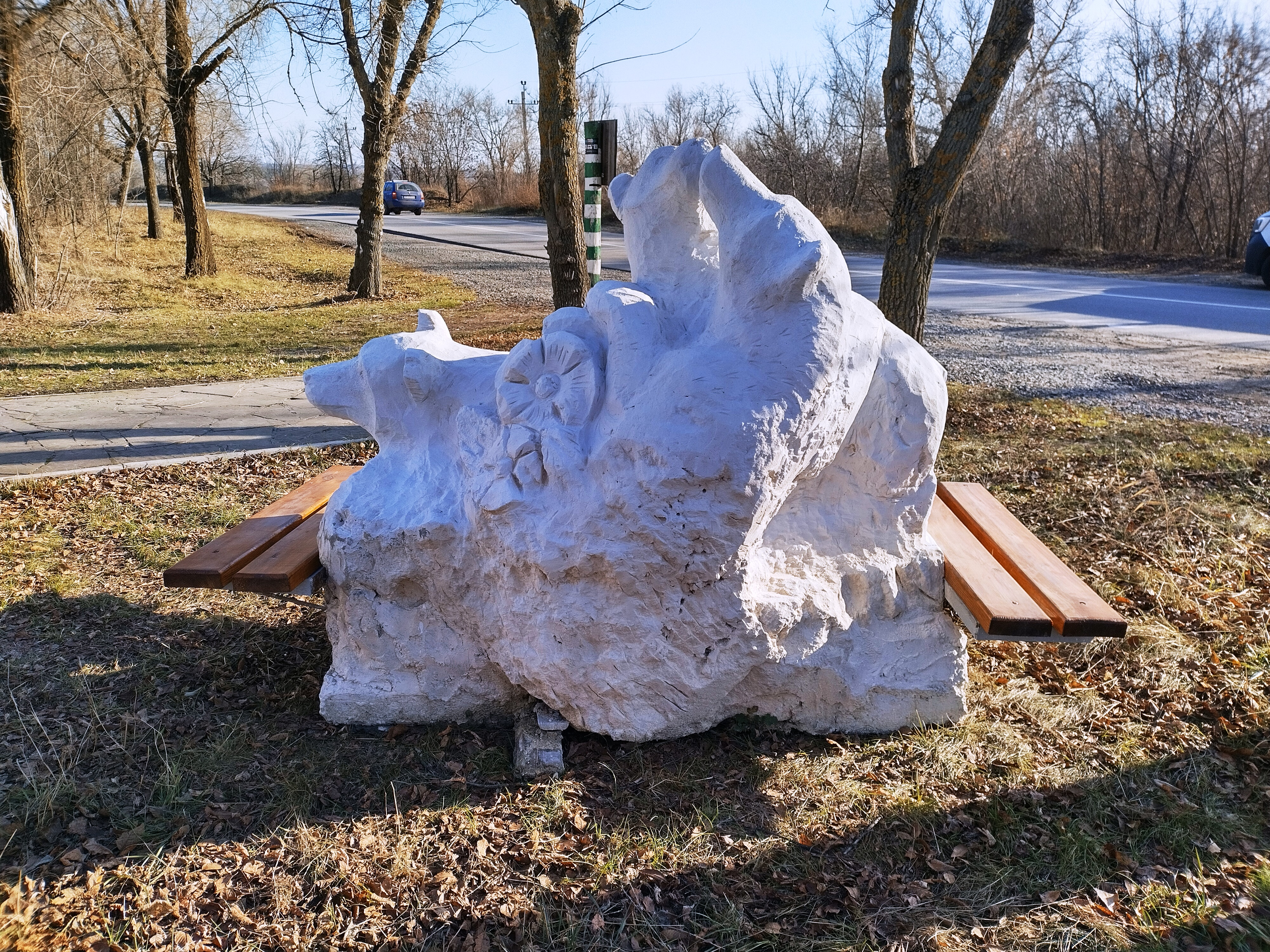
Скульптурна композиція "Три ведмеді" біля оглядового майданчика